# Стаут, Перси
Перси Уайфолд Стаут (англ. Percy Wyfold Stout; 20 ноября 1875, Глостер, Глостершир, Англия, Великобритания — 9 октября 1937, Лондон, Англия, Великобритания) — британский регбист, военный деятель и бизнесмен.
Перси Стаут родился в 1875 году в Англии. Он сделал успешную карьеру в спорте, играя за различные регбийные команды вместе со своим братом Фрэнком, а также представлял сборную Англии по регби на международном уровне. Уйдя из профессионального спорта, Стаут занялся бизнесом. После начала Первой мировой войны он вступил в Британскую армию. За участие в боях на Ближнем Востоке, в частности в Египте, Стаут был удостоен ордена «За выдающиеся заслуги» и возведён в Офицеры Ордена Британской империи, а также награждён орденом Нила IV класса. После окончания войны он вернулся в Египет, но уже в качестве бизнесмена. Перси Стаут скончался в 1937 году в Англии.

## Биография

### Молодые годы и спортивная карьера
Перси Стаут родился 20 ноября 1875 года в английском Глостере в семье гребца Уильяма Стаута и Эммы Эдкок. Его отец дал нескольким своим сыновьям имена, связанные с академической греблей, и Стаут не стал исключением — он был назван в честь тура «Wyfold Challenge Cup». Перси получил образование в Крипт-школе, где был членом футбольной ассоциации.
Некоторые из братьев Стаут стали спортсменами высокого уровня, и Перси вслед за младшим братом Фрэнком вступил в футбольную команду «Глостер Сити». Играя за «Глостер», в 1892 году Стаут принял участие в создании Лиги Бристоля и района. До перехода на регби в 1895 году Стаут выступал за «Corinthian F.C.».
Большая часть регбийной карьеры Перси прошла в Глостере, где он играл вместе со своим братом Фрэнком, параллельно участвуя в Глостершире. В сезоне 1897—1898 годов он был выбран в гастрольную команду «Barbarian F.C.», и том же году ему предложили место в сборной Англии. Его первое международное выступление прошло на Кубке домашних наций 1898 — в выездном матче в Эдинбурге против сборной Шотландии. На этом матче Стаут присоединился к своему брату Фрэнку, игроку сборной Англии с 1896 года. Игра закончилась ничьей 3:3. Перси сыграл и во второй игре в серии 1898 года, в которой была одержана победа над сборной Уэльса. В этом матче Перси совершил свою первую и последнюю попытку на международном уровне, как и Фрэнк. Это был первый раз, когда братья сделали попытки на международном уровне в той же игре за сборную. В следующий раз такое удалось повторить на Кубке пяти наций 1993 братьям Рори и Тони Андервудам.
Стаут принял участие ещё в трёх играх за сборную Англии, и все на Кубке домашних наций 1899. Перси играл в центре, в то время как Фрэнк всегда был форвардом. Англия проиграла все матчи и дошла до нижней части таблицы. Стаут больше не избирался в сборную англии, и в 1900 году покинул Глостер, начав играть за Ричмонд и Бристоль до ухода из регби.

### Бизнес и война
После завершения карьеры в регби, Стаут переехал в Каир и стал биржевым маклером. Первоначально работая в партнёрстве с Эрнестом Чарльзом Хоггом, Стаут скупил долю своего партнёра после его смерти в 1907 году. В 1910 году Перси с женой-американкой Мэри поселился в Маади, став одним из самых первых жителей региона.
С началом Первой мировой войны, Перси и Фрэнк вступили в Британскую армию и 7 сентября 1914 года им были присвоены звания вторых лейтенантов. Перси в составе Пулемётного корпуса принял участие в боях в Египте и секторе Газа. 29 июня 1915 года Стаут был произведён в лейтенанты.
За свою службу он пять раз был упомянут в донесениях, и в 1917 году «за заметное мужество и преданность долгу» удостоен ордена «За выдающиеся заслуги». 1 января 1919 года Стаут был возведён в Офицеры Ордена Британской империи от короля Великобритании Георга V «за ценные услуги, оказанные в связи с военными операциями в Египте», а 26 ноября — награждён орденом Нила IV класса от султана Египта Ахмеда Фуада I .

### Последующая жизнь
После окончания войны, Стаут вернулся в Египет в качестве гражданского лица. В Каире он стал директором компаний «Egyptian Delta Land Co» и «Anglo American Nile».
Перси Стаут скончался 9 октября 1937 года в возрасте 62 лет в Лондоне.